# Svenska idrottsgalan 2000
Svenska idrottsgalan 2000 hölls i Globen den 17 januari 2000. Programledare för galan var Leif ”Loket” Olsson och Kristin Kaspersen. Priser till Sveriges bästa idrottare under 1999 delades ut i följande kategorier. Årets kvinnliga idrottare, Årets manlige idrottare, Årets lag, Årets ledare, Årets nykomling, Årets prestation och Årets idrottare med funktionshinder. Dessutom delades TV-sportens Sportspegelpris och Jerringpriset ut. Galan gick i millennieskiftets tecken. Ett 1900-tal summerades och tittarna kunde rösta på Århundradets svenska idrottare.

## Priser
| Pris                                | Prisutdelare | Nominerade | Vinnare                              |                                      |
| ----------------------------------- | ------------ | --- | ------------------------------------ | ------------------------------------ |
| Årets kvinnliga idrottare           |              | Ludmila Engquist, friidrott Pernilla Wiberg, alpint Annika Sörenstam, golf Johanna Sjöberg, simning                     | Ludmila Engquist, friidrott          |                                      |
| Årets manlige idrottare             |              | Lars Frölander, simning Jan-Ove Waldner, bordtennis Michael Andersson, cykel Tony Rickardsson, speedway                 | Lars Frölander, simning              |                                      |
| Årets lag                           |              | Sveriges herrlandslag i handboll Sveriges herrlandslag i fotboll Sveriges damlandslag i curling Damlandslaget i simning | Sveriges herrlandslag i handboll     |                                      |
| Årets ledare                        |              | Bengt Johansson, handboll Hans Chrunak, simning Viljo Nousiainen, friidrott Tommy Söderberg, fotboll                    | Bengt Johansson, handboll            |                                      |
| Årets nykomling                     |              | Anna-Karin Kammerling, simning Maria Hjorth, golf Anja Pärson, alpint Christian Olsson, friidrott                       | Anna-Karin Kammerling, simning       |                                      |
| Årets prestation                    |              | Ludmila Engquist, friidrott Michael Andersson, cykel Sveriges herrlandslag i handboll Anna-Karin Kammerling, simning    | Ludmila Engquist, friidrott          |                                      |
| Årets idrottare med funktionshinder |              | Håkan Eriksson, friidrott Ronny Persson, skidor Torbjörn Svenningsson, orientering Ida Landahl, ridsport                | Håkan Eriksson, friidrott            |                                      |
| Jerringpriset                       |              | Vinnare: Ludmila Engquist, friidrott                                                                                    | Vinnare: Ludmila Engquist, friidrott | Vinnare: Ludmila Engquist, friidrott |
| TV-sportens Sportspegelpris         |              | Vinnare: Mattias Claesson, golf                                                                                         | Vinnare: Mattias Claesson, golf      | Vinnare: Mattias Claesson, golf      |
| Århundradets svenska idrottare      |              | Vinnare: Björn Borg, tennis                                                                                             | Vinnare: Björn Borg, tennis          | Vinnare: Björn Borg, tennis          |

## Medverkande prisutdelare och gästartister
- Gloria Gaynor
- Randy Crawford
- Anne-Lie Rydé
- Christer Sjögren och Vikingarna
- Svante Thuresson
- Wilmer X

### Fotnoter
1. ↑  ”Svensk mediedatabas”. http://smdb.kb.se/catalog/id/001754482. Läst 16 september 2011.